# Gibson Firebird
La Gibson Firebird es un modelo de guitarra eléctrica de cuerpo macizo, fabricado por Gibson desde los años 60.
Una de sus principales características es que el mástil y el centro del cuerpo son un único bloque de madera, (en inglés, a neck Thru-body) y a los lados de esta pieza central se unen otras dos para conformar el cuerpo de la guitarra. Sin embargo, también se fabrican con mástil encolado, más tradicional en otras Gibson. Además, es la primera guitarra en utilizar pastillas Mini Humbucker, más comunes en guitarras de Epiphone. Otra característica de la Firebird es el clavijero invertido.
La guitarra fue diseñada bajo la dirección de Ray Dietrich, el cual basó su forma asemejándola a las colas de los autos de los años 50. Dietrich básicamente tomó el diseño de la Gibson Explorer y le "redondeó" los bordes. El aspecto más inusual de la guitarra es que, por decirlo de alguna manera, está "al revés". El cuerno que debería ser más largo es más corto y viceversa. De ahí que los modelos originales Firebird se llamaban de forma no oficial "Reversos".
La línea Firebird tiene cuatro modelos comunes y un modelo de bajo que sería llamado Thunderbird. A diferencia de los modelos de las líneas Les Paul y SG, que usan nombres como "Junior", "Special", "Standard" y "Custom", la línea Firebird usa números romanos impares "I", "III", "V" y "VII" para distinguir sus modelos.
Lamentablemente, el diseño Firebird no logró competir efectivamente con los modelos Jaguar y Jazzmaster, ambos de Fender, que salieron a la venta más o menos al mismo tiempo. Además, el diseño de la guitarra (que según Fender fue copiado del modelo Jazzmaster) era caro de fabricar. En consecuencia, la línea entera fue cambiada. Se le dio a la guitarra un modelo menos angular, conocido como "non-reverse". Irónicamente, este nuevo diseño parecía más Fender que Gibson. Después de años de ventas decepcionantes, dejó de producirse y no se volvió a retomar la fabricación hasta 1970.

## Modelos
- Firebird I - Una pastilla. Combinación puente/cordal, hardware cromado.
- Firebird II Artist CMT - Una edición limitada de principios de los 80; con tapa de arce, cuerpo de caoba, mástil de caoba encolado, dos pastillas mini humbucker tamaño estándar y botones de control de electrónica activa Moog.
- Firebird III - Dos pastillas, puente Tune-o-matic y Gibson Vibrola. Hardware cromado.
- Firebird V - Dos pastillas, puente Tune-o-matic y Maestro "Lyre" Vibrola. Hardware cromado.
- Firebird VII - Tres pastillas, puente Tune-o-matic y Maestro "Lyre" Vibrola. Hardware dorado.
- Firebird Studio - Dos pastillas Alnico humbucker tamaño estándar, puente Tune-o-matic y mástil encolado. Hardware cromado o dorado.
- Firebird XII - Dos pastillas, 12 cuerdas y forma "non-reverse".
- Firebird X - Es de afinación robótica, contaba con afinadores motorizados y automáticos. Similares a los de la Gibson Robot Guitar. Y una unidad de efectos montada junto a la electrónica estándar del modelo.
- Firebird Zero - Configuración Dual Humbucker (double slugs DS-C Rhythm,double slugs DS-C Lead), tipo de cuerpo Solid Poplar, mástil de rosewood, año de salida 2017.Gibson Firebird X, un ejemplo de los modelos "Non Reverse"

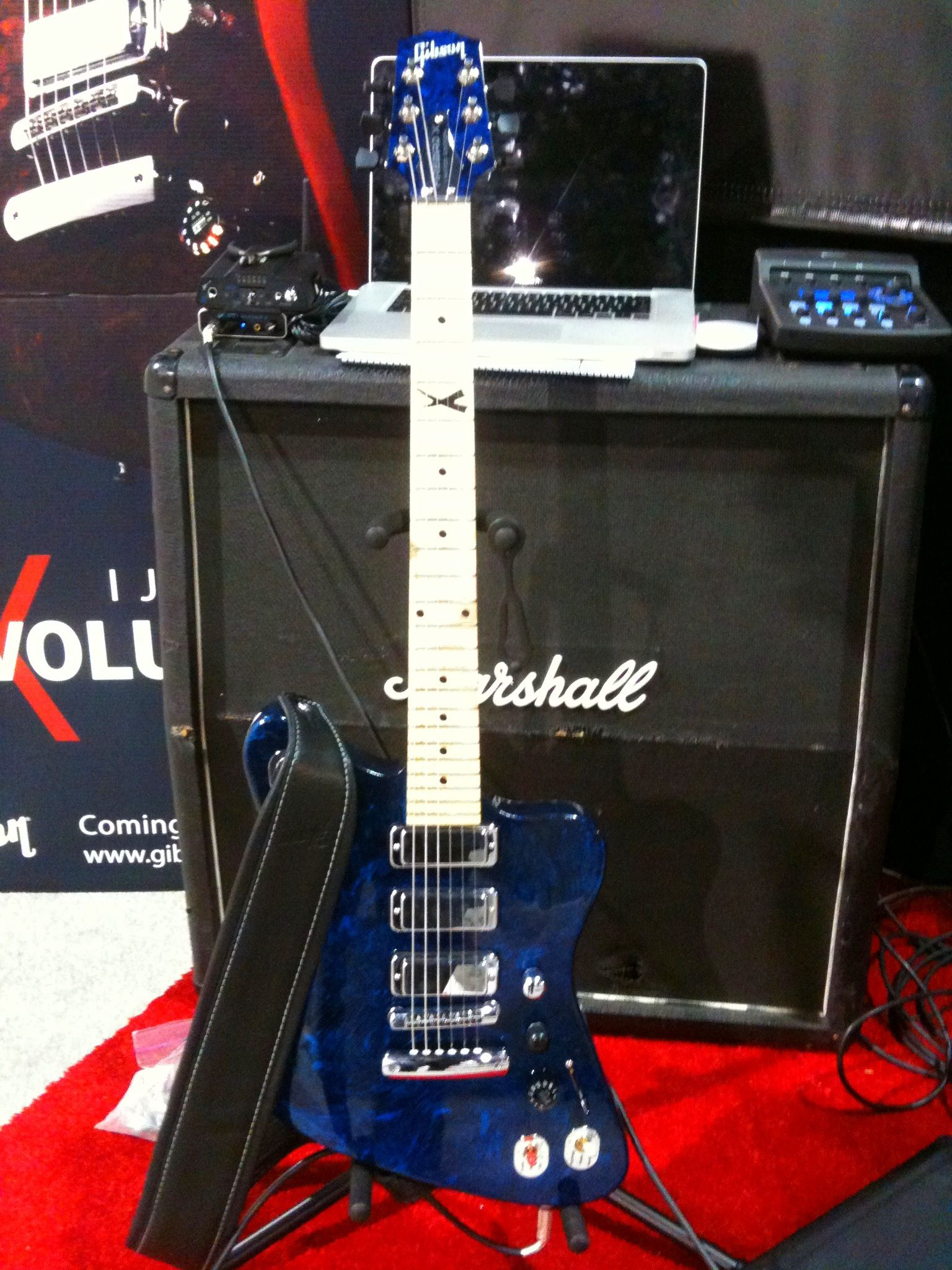
Gibson Firebird X, un ejemplo de los modelos "Non Reverse"